# Wikipedia tiếng Breton
 Wikipedia tiếng Breton là phiên bản tiếng Breton của Wikipedia, điều hành bởi Wikimedia Foundation. Nó được thành lập vào tháng 6 năm 2004; đến tháng 8 năm 2008, nó có trên 20.000 bài viết, khiến nó trở thành phiên bản Wikipedia lớn thứ 56 theo số lượng bài viết. Nó cũng là phiên bản Wikipedia lớn nhất trong nhóm ngôn ngữ gốc Celt.